# Hamadriade

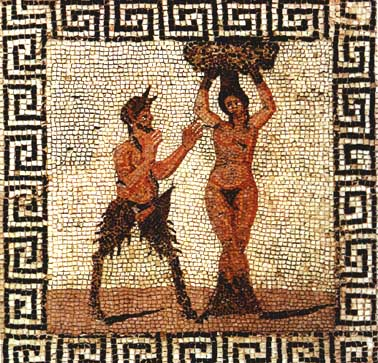
Mozaic de țiglă cu Pan și o hamadriadă, găsit în Pompei

Driadele, ca toate nimfele, erau legate de casa lor, trăind foarte mult timp, însă unele erau inferioare acestora. Ele erau hamadriade, care erau o parte integrală a copacilor. Acest lucru însemna că dacă un copac moare, hamadriada asociată acestuia avea aceeași soartă. Din aceste motive zeii greci i-au pedepsit pe cei care doborau un copac fără a discuta cu o hamadriadă.